# Palais de justice de Porto
Le palais de justice de Porto (portugais : Palácio da Justiça do Porto) est un bâtiment civil du XXe siècle situé à Porto, au Portugal.

## Histoire
Il est construit en 1958 et est typique de l'architecture de l'époque. 